# Tadeusz Feliks Skwarczyński

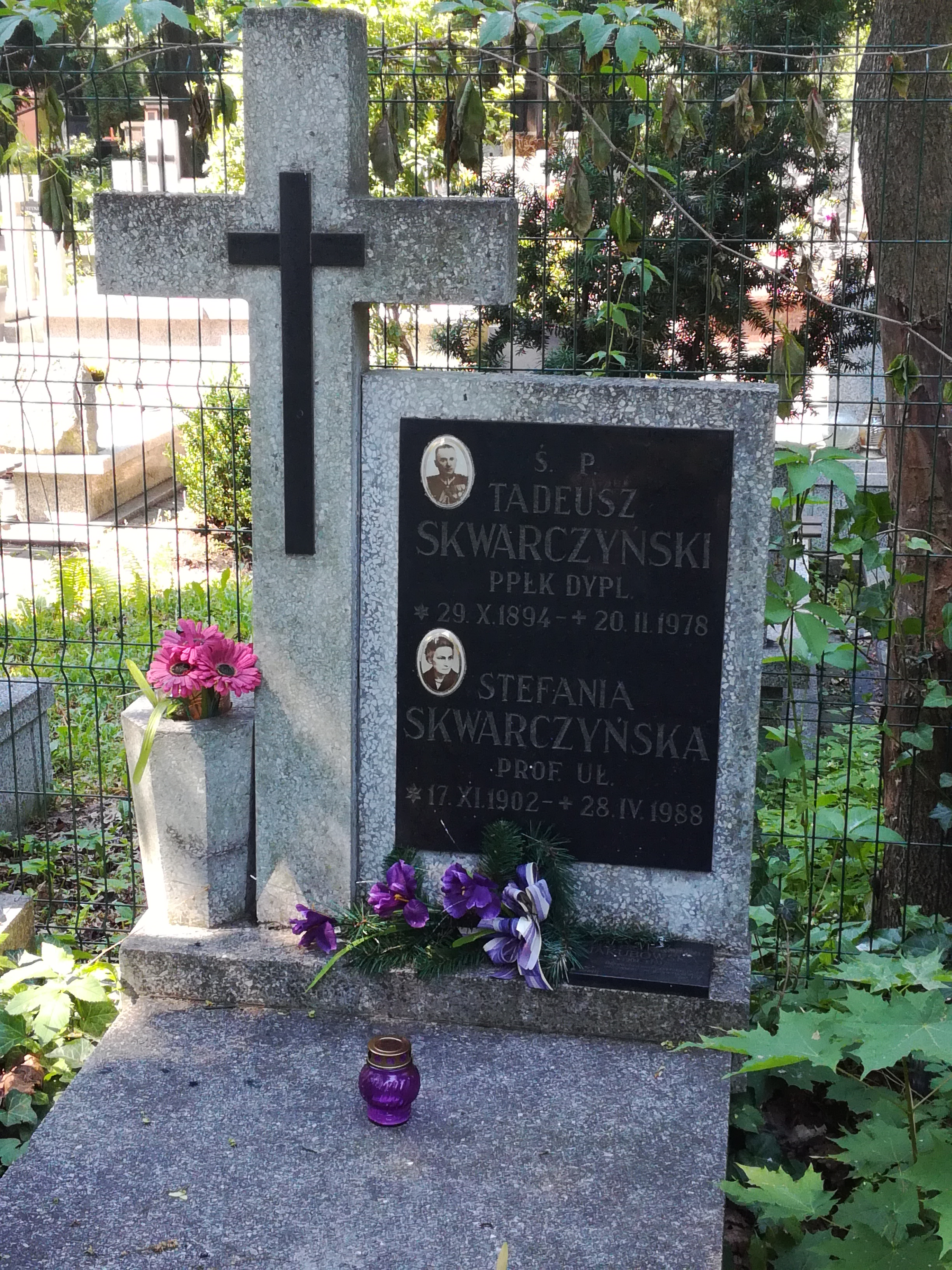
Nagrobek Stefanii i Tadeusza Skwarczyńskich na Starym Cmentarzu w Łodzi

Tadeusz Feliks Skwarczyński (ur. 29 października 1894 w Stanisławowie, zm. 20 lutego 1978 w Łodzi) – podpułkownik dyplomowany artylerii Wojska Polskiego.

## Życiorys
Urodził się 29 października 1894 w Stanisławowie, w rodzinie Jana i Marii Anieli z domu Bartomańskiej. Powinowatymi jego matki byli Józef Haller i Stanisław Haller.
W czasie I wojny światowej walczył w szeregach cesarskiej i królewskiej armii. Jego oddziałem macierzystym był c. i k. pułk artylerii polowej nr 11. Na stopień nadporucznika rezerwy został mianowany ze starszeństwem z 1 maja 1917 w korpusie oficerów artylerii polowej i górskiej.
1 czerwca 1921 pełnił służbę w Oddziale I Sztabu Ministerstwa Spraw Wojskowych w Warszawie, a jego oddziałem macierzystym był wówczas 2 dywizjon artylerii ciężkiej Legionów. 3 maja 1922 został zweryfikowany w stopniu kapitana ze starszeństwem z dniem 1 czerwca 1919 i 73. lokatą w korpusie oficerów artylerii. Jego oddziałem macierzystym był wówczas 6 dywizjon artylerii konnej we Lwowie. 
W 1923 w dalszym ciągu pełnił służbę w 6 dywizjonie artylerii konnej we Lwowie. 1 czerwca 1923 został przeniesiony z dowództwa 11 Dywizji Piechoty do 11 pułku artylerii polowej w Stanisławowie. 1 listopada 1924 został „odkomenderowany” do Wyższej Szkoły Wojennej w Warszawie, w charakterze słuchacza rocznego Kursu Doszkolenia. 1 grudnia 1924 roku awansował na majora ze starszeństwem z dniem 15 sierpnia 1924 i 29. lokatą w korpusie oficerów artylerii. 15 października 1925, po ukończeniu kursu i otrzymaniu dyplomu naukowego oficera Sztabu Generalnego, został przydzielony do dowództwa 6 Samodzielnej Brygady Kawalerii w Stanisławowie na stanowisko szefa sztabu. 5 listopada 1928 otrzymał przeniesienie do 23 pułku artylerii polowej w Będzinie na stanowisko dowódcy dywizjonu. W 1930 opracował publikację pt. Zarys historji wojennej 23 Pułku Artylerii Polowej. Z dniem 15 września 1930 został przeniesiony do Doświadczalnego Centrum Wyszkolenia w Rembertowie na stanowisko wykładowcy. 26 marca 1931 otrzymał przeniesienie z Centrum Wyszkolenia Piechoty w Rembertowie do Dowództwa Okręgu Korpusu Nr IX w Brześciu nad Bugiem na stanowisku szefa oddziału. Od sierpnia 1932 do września 1939 pełnił służbę w Dowództwie Okręgu Korpusu Nr IV w Łodzi na stanowiskach: szefa Wydziału Ogólnego, kierownika Samodzielnego Referatu Ogólnego (od 1 lipca 1933) i ponownie szefa Wydziału Ogólnego (od maja 1939). Na stopień podpułkownika został mianowany ze starszeństwem z dniem 19 marca 1937 i 1. lokatą w korpusie oficerów artylerii.
Po wybuchu II wojny światowej 1939 podczas kampanii wrześniowej został odwołany do garnizonu 13 sierpnia 1939, po czym trafił do niewoli niemieckiej i przebywał w oflagach (prawdopodobnie Oflag II B Arnswalde).
Po wojnie był członkiem ZBoWiD. Zmarł 20 lutego 1978 w wieku 84 lat. Został pochowany 24 lutego 1978 w grobowcu rodzinnym na Starym Cmentarzu w Łodzi.
5 sierpnia 1922 w Dąbrówce Polskiej pod Sanokiem ożenił się ze Stefanią Strzelbicką, córką emerytowanego c. k. urzędnika i starosty, Mieczysława Strzelbickiego, który zmarł kilka tygodni po ich ślubie. Młode małżeństwo osiadło w Stanisławowie. Córkami Stefanii i Tadeusza Skwarczyńskich były: Maria, po mężu Olszewska (1928–2011, biolog, emerytowana profesor Uniwersytetu Łódzkiego, członek rzeczywisty PAN) i Joanna (1935–1948, zginęła tragicznie w lipcu 1948 na Jeziorze Gardno, mając 13 lat). W kwietniu 1940 jego żona, dwie córki i matka zostały aresztowane przez NKWD i zesłane do Kazachstanu, skąd jako nieliczne powróciły w listopadzie tego roku.

## Ordery i odznaczenia
- Złoty Krzyż Zasługi (24 maja 1930)[29][22]
- Srebrny Medal Zasługi Wojskowej z mieczami na wstążce Krzyża Zasługi Wojskowej[30]
- Brązowy Medal Zasługi Wojskowej z mieczami na wstążce Krzyża Zasługi Wojskowej[30]
- Krzyż Wojskowy Karola[30]
- Krzyż Pamiątkowy Mobilizacji 1912–1913[30]